# Вавдоска етнографска сбирка
Вавдоската етнографска сбирка (на гръцки: Λαογραφική συλογή στην Βάβδο) е частен музей в македонското халкидическо село Вавдос, Гърция.

## Описание
През лятото на 1997 година Асоциацията на солунските вавдосци и Фолклорният и етноложки музей на Македония-Тракия създават етнографска колекция, изложена в сградата на началното училище във Вавдос. Сбирката си има свой отделен вход и се състои от експонати, дарени от жителите на селото. Изложбата показва традиционния живот на Вавдос чрез артефакти и фотографи от края на XIX – началото на XX век. Има реконструкция на традиционна къща със стан, носии, гостна с камина, люлка, пералня, легло и гардероб, традиционна кухня и килер с основните храни – хляб, зехтин, вино и свързани с тях предмети. Има и артефакти от стопанския живот на селото – пчеларство, земеделие, бубарство, животновъдство и миньорството за магнезит край селото.
- Вавдоски носии
- Интериор на традиционна къща
- Пчеларски инструменти
- Експонати от добива на магнезит